# Brusy
Brusy (kaszub. Brusë, niem. Bruß, dawniej Bruski) – miasto w Polsce, w województwie pomorskim, w powiecie chojnickim, siedziba gminy miejsko-wiejskiej Brusy. Brusy są położone w Borach Tucholskich na południowych Kaszubach.
W latach 1975–1998 miejscowość należała województwa bydgoskiego.
Według danych z 30 czerwca 2024 roku Brusy liczyły 5 053 mieszkańców.

## Historia

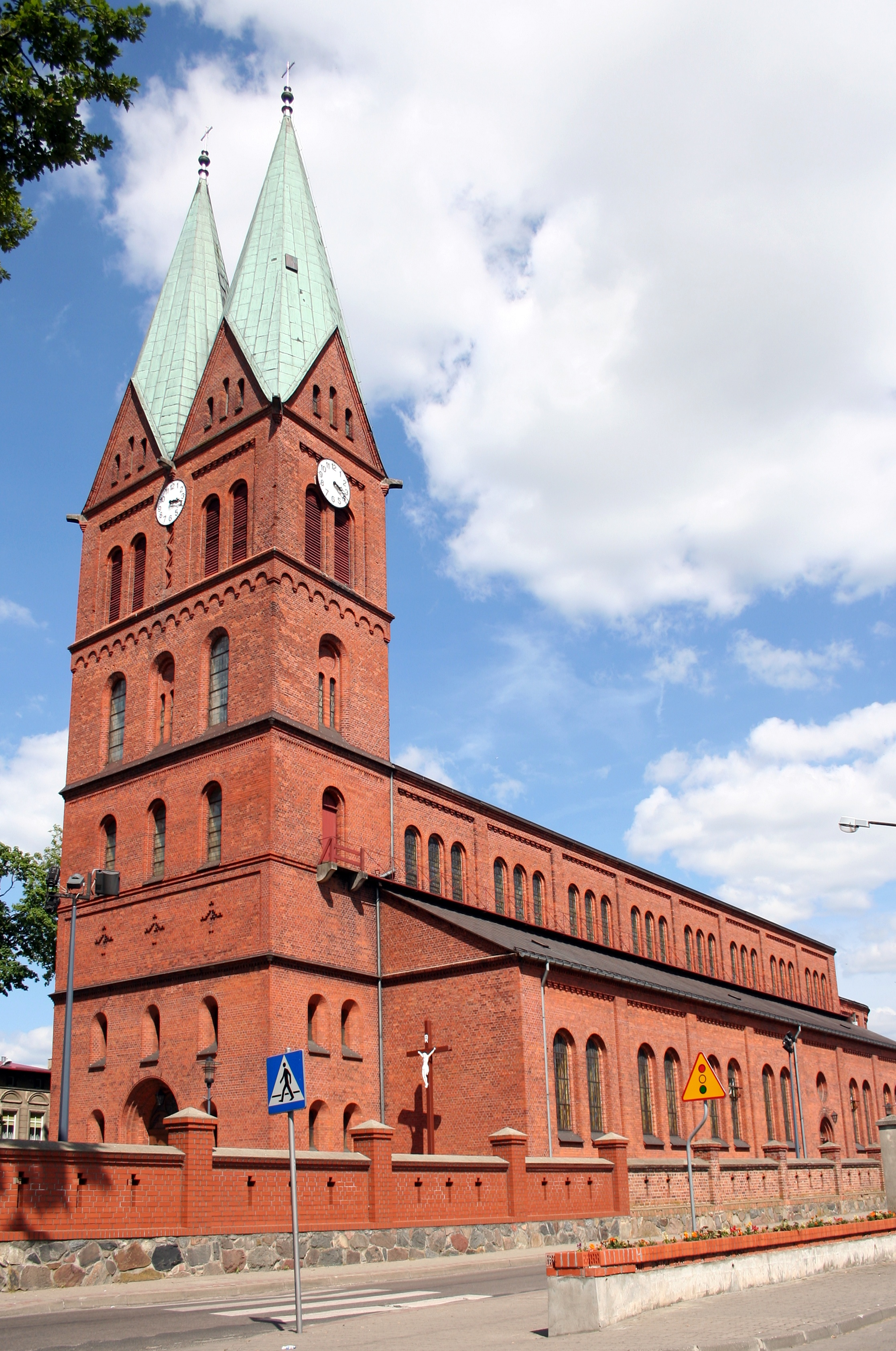
Kościół Wszystkich Świętych, XIX w.

Najpewniej do 1324 powstał w Brusach dwór krzyżacki będący centrum okręgu zaborskiego w 
komturstwie tucholskim. Mniej więcej w tym czasie siedziba tego urzędu została przeniesiona z Brus do Kosobud. W 1351 r. wieś Brusy była lokowana na prawie chełmińskim. Po wojnie trzynastoletniej Brusy były wsią królewską, należącą do klucza kosobudzkiego w starostwie tucholskim.
Od 16 listopada 1906 r. do co najmniej 26 lutego 1907 r. w miejscowej szkole elementarnej odbył się strajk dzieci przeciwko nauczaniu religii w języku niemieckim. Z uczestników strajku znane są nazwiska następujących dzieci: Piekarski, Libera, Trepkowski, B., J., J. Synakowie, M. i W. Orłowscy, Stodolski. Strajk był elementem znacznie większej akcji biernego oporu wobec pruskich władz szkolnych, która na przełomie 1906 i 1907 r. objęła ponad 460 szkół w prowincji Prusy Zachodnie, czyli przedrozbiorowe Pomorze Gdańskie, Powiśle, ziemię chełmińską i ziemię lubawską oraz część Krajny. Inspiracją dla strajków pomorskich były wcześniejsze działania dzieci w prowincji wielkopolskiej, ze słynnym strajkiem we Wrześni (1901) na czele.
W latach okupacji hitlerowskiej na terenach przylegających działała Tajna Organizacja Wojskowa Gryf Pomorski. Z tego też powodu w sąsiednich miejscowościach Małe Chełmy i Wielkie Chełmy stacjonowały jednostki SS i Wehrmachtu, przeznaczone do walki z partyzantką. Filią obozu koncentracyjnego Stutthof były Dziemiany, a nie jak podaje się w nazwach z podziału administracyjnego z czasów okupacji Bruss-Sophienwalde (Brusy-Dziemiany), powiat Konitz, Westpreußen (Prusy Zachodnie) 24 sierpnia 1944...31 marca 1945. Na części powierzchni zajmowanej przez Zakłady Spożywcze „Las” mieściły się baraki więzienne (zmodernizowane w latach 50. XX wieku) oraz podziemny zbiornik po oddziale szpitalnym. Wśród więźniów było wielu powstańców warszawskich.
1 stycznia 1988 r. Brusy uzyskały prawa miejskie. W 2007 r. w Brusach odbył się IX Zjazd Kaszubów. 17 października 2010 r. jedyne rondo w Brusach nazwano Rondem Macieja Płażyńskiego Marszałka Sejmu RP, który zginął w katastrofie lotniczej w Smoleńsku. W marcu 2012 r. w Brusach odbył się VIII Dzień Jedności Kaszubów.

## Charakterystyka
Brusy są położone na skrzyżowaniu drogi wojewódzkiej nr 235 z drogą wojewódzką nr 236, z bezpośrednim połączeniem kolejowym z Chojnicami i Kościerzyną ze stacji w Brusach.
W Brusach funkcjonuje m.in. jednostka Ochotniczej Straży Pożarnej włączona w 1995 r. do krajowego systemu ratowniczo-gaśniczego.

## Zabytki
Według rejestru zabytków NID na listę zabytków wpisane są: kościół parafialny pw. Wszystkich Świętych oraz cmentarz przykościelny, 1876–1879, nr rej.: A-1220 z 3.07.2001.

## Demografia
Wedle danych z 31 grudnia 2012 r. w Brusach mieszkało 4985 osób.

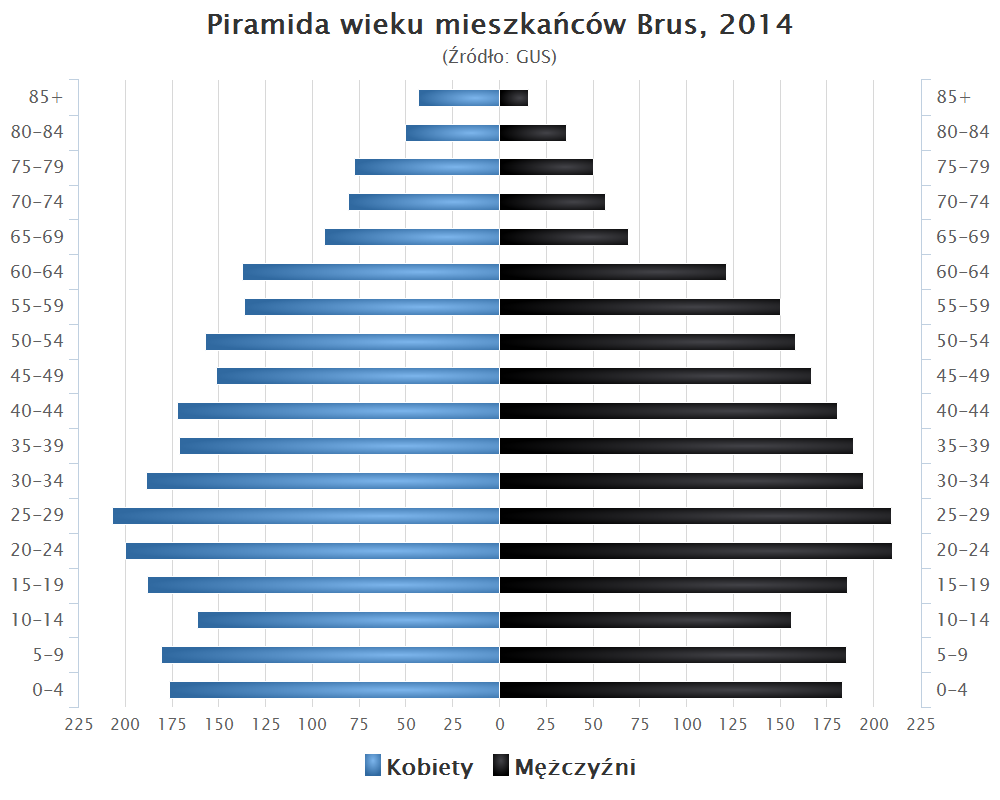
Piramida wieku mieszkańców Brus w 2014 roku

## Sport
W mieście swą siedzibę ma klub piłkarski Tęcza Brusy. Aktualnie występuje w V lidze  (grupa Gdańsk II).
- Pełna nazwa: Miejski Ludowy Klub Sportowy Tęcza Brusy
- Rok założenia: 1946
- Adres: ul. Armii Krajowej 1, 89-632 Brusy
- Stadion: Stadion w Brusach

pojemność: 500
oświetlenie: tak
- Najwyższa klasa rozgrywkowa: V liga (grupa Gdańsk II)